# فاماج
فاماج (بالإنجليزية: Vamaj)‏ هي منطقة سكنية تقع في الهند في Mehsana district.